# Ніколае Пескару
Ніколае Пескару (рум. Nicolae Pescaru; 27 березня 1943, Бряза — 25 травня 2019) — румунський футболіст, що грав на позиції півзахисника, насамперед за «Брашов», а також національну збірну Румунії.

## Клубна кар'єра
Народився 27 березня 1943 року в місті Бряза.
У дорослому футболі дебютував 1962 року виступами за команду клубу «Брашов», в якій провів дев'ятнадцять сезонів, взявши участь у 311 матчах чемпіонату.
Завершив професійну ігрову кар'єру у друголіговому клубі «Шойміі» (Сібеу), за команду якого виступав протягом 1981—1982 років.

## Виступи за збірну
1968 року дебютував в офіційних матчах у складі національної збірної Румунії. Протягом кар'єри у національній команді, яка тривала 3 роки, провів у формі головної команди країни 4 матчі.
У складі збірної був учасником чемпіонату світу 1970 року у Мексиці, де лишався запасним гравцем і на поле жодного разу не виходив.